# Компонент системи комплементу 8 (гама)
Компонент системи комплементу 8 (гама) (англ. Complement C8 gamma chain) – білок, який кодується геном C8G, розташованим у людей на короткому плечі 9-ї хромосоми.  Довжина поліпептидного ланцюга білка становить 202 амінокислот, а молекулярна маса — 22 277.
| 10         |  | 20         |  | 30         |  | 40         |  | 50         |
| ---------- |  | ---------- |  | ---------- |  | ---------- |  | ---------- |
| MLPPGTATLL |  | TLLLAAGSLG |  | QKPQRPRRPA |  | SPISTIQPKA |  | NFDAQQFAGT |
| WLLVAVGSAC |  | RFLQEQGHRA |  | EATTLHVAPQ |  | GTAMAVSTFR |  | KLDGICWQVR |
| QLYGDTGVLG |  | RFLLQARDAR |  | GAVHVVVAET |  | DYQSFAVLYL |  | ERAGQLSVKL |
| YARSLPVSDS |  | VLSGFEQRVQ |  | EAHLTEDQIF |  | YFPKYGFCEA |  | ADQFHVLDEV |
| RR         |  |            |  |            |  |            |  |            |

A: Аланін

C: Цистеїн

D: Аспарагінова кислота

E: Глутамінова кислота

F: Фенілаланін

G: Гліцин

H: Гістидин

I: Ізолейцин

K: Лізин

L: Лейцин

M: Метіонін

N: Аспарагін

P: Пролін

Q: Глутамін

R: Аргінін

S: Серин

T: Треонін

V: Валін

W: Триптофан

Задіяний у таких біологічних процесах як імунітет, вроджений імунітет, альтернативний шлях активації комплементу, шлях активації комплементу, цитоліз. 
Білок має сайт для зв'язування з ретинолом. 
Секретований назовні.